# Vento dominante

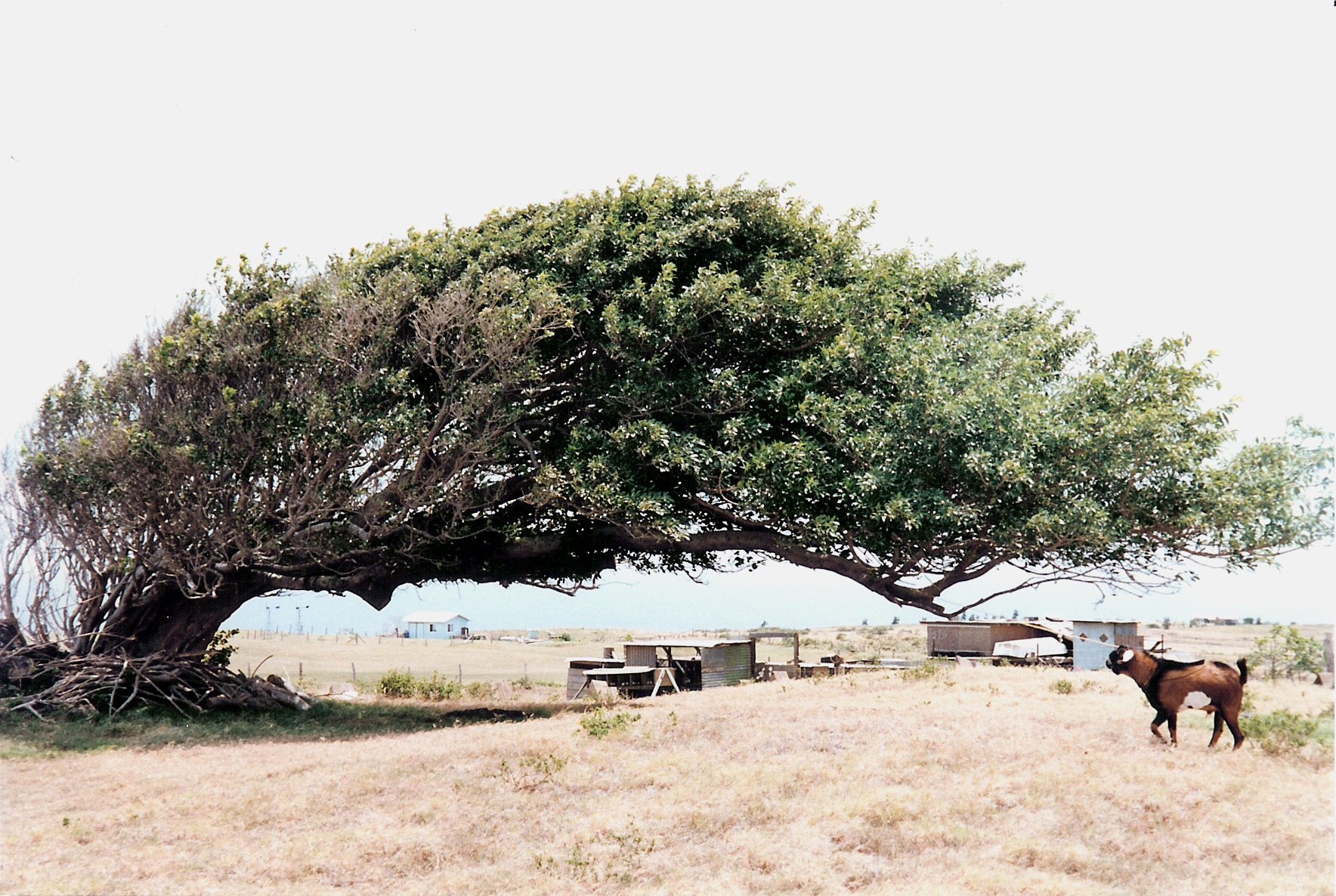
Efeitos do vento dominante

Chamam-se ventos dominantes os ventos que sopram numa dada região quase sempre na mesma direção. Em algumas regiões só se verificam durante um certo período do ano, mas podem ser quase permanentes em outras.

## Correntes
Os ventos dominantes estão na base das correntes oceânicas e são aproximadamente zonais, quer dizer que sopram na direção leste-oeste. Os ventos alíseos são ventos de Leste nas regiões tropicais e subtropicais, entre 30°N e 30°S.

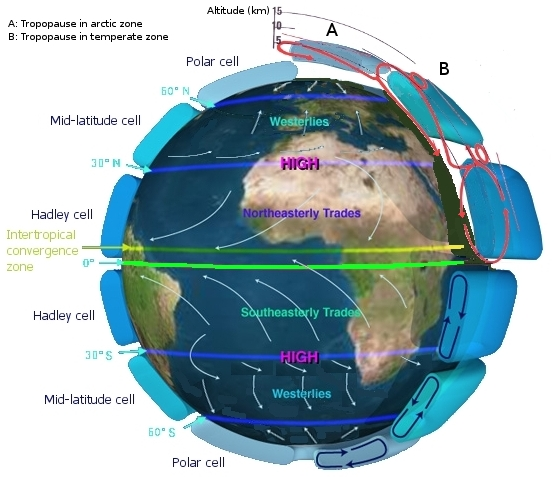
Global circulação do vento

## Aeroportos
O estudo dos ventos dominantes é fundamental para a orientação a dar às pistas principais, mas habitualmente há uma pista secundária construída em diagonal relativamente a estas para os "segundos ventos dominantes" e facilitarem assim a descolagem e aterragem.
Num porta-avião é ele que se posiciona de frente ao vento para criar um "vento dominante" favorável à descolagem e à aterragem.